# کیم سانگ هو
 کیم سانگ هو (به کره‌ای:김상호 به انگلیسی: Kim Sang-ho) (زاده ۲۴ ژوئیه ۱۹۷۰ در سئول) بازیگر در کره جنوبی است.
او به دلیل بازی در مجموعه تلویزیونی شکارچی شهر و امپراتور بادها شناخته شد.